# Valeria Valeri
Valeria Valeri, pseudonimo di Valeria Tulli (Roma, 8 dicembre 1921 – Roma, 11 giugno 2019), è stata un'attrice e doppiatrice italiana.
Apprezzata attrice del genere brillante, si dimostrò anche di ottimo spessore drammatico. Debuttò con la compagnia di Laura Carli nella stagione 1948-1949 e recitò ininterrottamente sui palcoscenici teatrali diventando una delle presenze storiche del teatro italiano del dopoguerra.

## Biografia
A 22 anni, mentre segue i corsi di recitazione tenuti da Elsa Merlini, partecipa a un concorso per annunciatrice radiofonica indetto dalla Rai, classificandosi al 2º posto. Rinuncia ad entrare alla radio, dopo il saggio di diploma tenuto, ed intraprende la carriera teatrale sin dalla stagione 1948-1949, nella Compagnia di Laura Carli, debuttando a Forlì, nello spettacolo Caldo e freddo di Fernand Crommelynck. Sul palcoscenico recita ininterrottamente sino agli anni 2010, diventando una delle più apprezzate attrici del genere brillante, ma dimostrandosi anche di ottimo spessore drammatico.

### Teatro

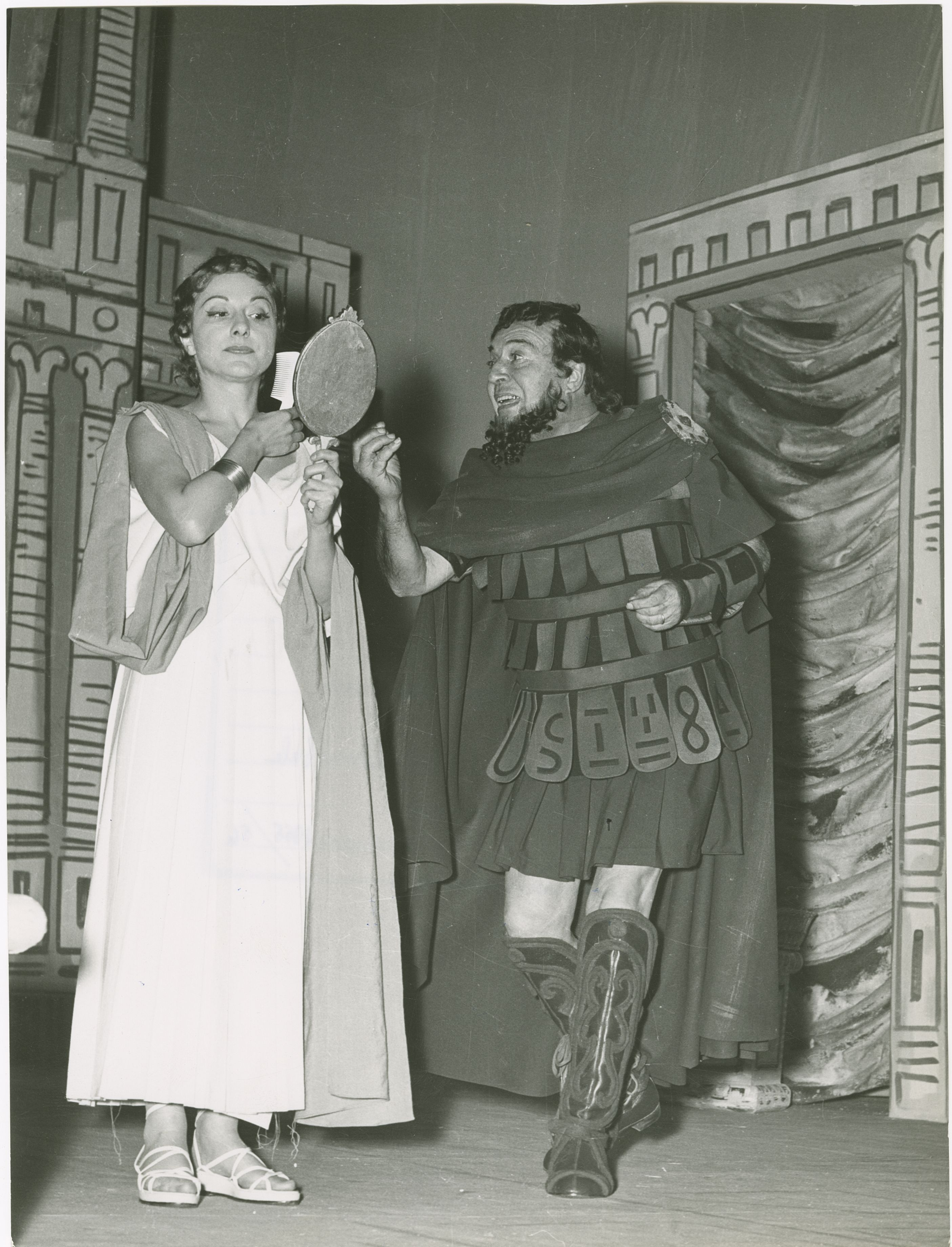
Valeria Valeri con Annibale Ninchi durante la rappresentazione della commedia Anfitrione di Plauto. Piccolo Teatro della Città di Genova, stagione teatrale 1955-56. Archivio storico del Touring Club Italiano.

Dopo il debutto a Forlì (1948-49), a partire dalla stagione 1950-1951 recitò con Gino Cervi e Andreina Pagnani in testi contemporanei del livello di L'albergo dei poveri di Gorkij, Harvey di Mary Chase, I figli di Edoardo di Jackson, Bottomley e Marc-Gilbert Sauvajon, nonché del classico Il mercante di Venezia di William Shakespeare. Dalla stagione 1955-1956 entra a far parte della Compagnia del Teatro Stabile di Genova, recitando testi di Giraudoux, Cechov, Dostoevskij e, tra gli italiani, Bertolazzi (La Gibigianna), Diego Fabbri e Marco Praga (La moglie ideale). Nel 1958 avviene la svolta decisiva della carriera, sia professionale che personale: entra a far parte della celebre Compagnia Attori Associati, accanto a Ivo Garrani, Giancarlo Sbragia e con Enrico Maria Salerno; insieme a quest'ultimo ottiene i primi grandi consensi nel 1960, nello spettacolo Sacco e Vanzetti (dove interpretò il ruolo della moglie di Nicola Sacco) ed instaurò un sodalizio artistico e affettivo tra i più importanti nel mondo dello spettacolo in Italia dell'epoca. Da Enrico Maria Salerno ebbe anche una figlia, Chiara, apprezzata attrice e doppiatrice, ma non si sposarono mai. Nel 1968 recitarono insieme anche nella serie televisiva La famiglia Benvenuti.
Durante la stagione 1963-1964 recitò insieme ad Alberto Lupo (in quel periodo popolarissimo), tornando allo Stabile di Genova in testi come La vita è sogno di Pedro Calderón de la Barca, Baciami Alfredo di Carlo Terron e Alfa Beta di E. A. Whitehead. Ma è tra la fine degli anni '60 e i primi anni settanta che la Valeri conosce i maggiori successi, in coppia con Alberto Lionello nelle commedie brillanti Occupati di Amelia! di Georges Feydeau e L'anatra all'arancia di William Douglas-Home. Nella stagione 1977-1978 recitò con Gino Bramieri e Paola Tedesco nella commedia di Italo Terzoli ed Enrico Vaime Anche i bancari hanno un'anima e affrontò anche testi goldoniani come La vedova scaltra.
Dalla stagione 1981-1982 affrontò un altro importante sodalizio artistico con Paolo Ferrari, in testi come Fiore di cactus di Barillet e Gredy, Vuoti a rendere di Maurizio Costanzo (1986), Sinceramente bugiardi di Alan Ayckbourn (1987), portata in tournée per tre anni e nella quale recitò insieme alla figlia Chiara, Senti chi parla di Derek Benfield (1989), Gin Game di Donald Lee Coburn (1990), Il diario di una cameriera di Octave Mirbeau, (1991) dove ritrovò Giancarlo Sbragia. Quindi, nel 1992, gli ultimi spettacoli con Paolo Ferrari, Love Letters di A. R. Gurney, Trappola mortale di Ira Levin, Io... e ancora io di Marie Pacorme e per finire La cicogna si diverte di André Roussin. Venne diretta da registi del calibro di Gianfranco De Bosio e Giancarlo Zanetti.
Attrice instancabile, dalla metà degli anni novanta continua a calcare i palcoscenici teatrali con dedizione, stavolta con commedie brillanti, sotto la direzione di Patrick Rossi Gastaldi, Giuseppe Cairelli e Claudia Della Seta, a partire da Colpo di sole di Marcel Mithois, diretta da Ennio Coltorti (1994), Il clan delle vedove e molte altre. All'età di 85 anni è tornata a recitare con Paolo Ferrari, nella commedia di Costanzo Vuoti a rendere. A vent'anni circa dalla loro prima interpretazione della commedia di Donald Coburn, nel gennaio 2012, la coppia Valeria Valeri e Paolo Ferrari torna ad interpretare la commedia Gin Game, in un nuovo allestimento diretto da Francesco Macedonio. A ottobre 2012 è in scena al Teatro Ghione di Roma nello spettacolo L'isola che non c'è, scritto e diretto da Guido Governale e Veruska Rossi. Accanto a lei i Piccoli per Caso, la prima Compagnia in Italia di bambini professionisti, giovanissimi talenti tra i 10 e i 15 anni.
Nel 2012 le viene assegnato il premio Alabarda d'oro per il teatro. Sempre nello stesso anno, è al quarto anno di repliche (debutto al Teatro Ghione nel 2009) con lo spettacolo teatrale Le fuggitive, in scena con Milena Vukotic e con la regia di Nicasio Anzelmo. Dopo un incidente occorsole all'inizio del 2015, è stata costretta ad annullare la ripresa de Le fuggitive, prevista per la stagione 2014-2015. Sempre nel 2015, le viene conferita la cittadinanza onoraria di Forlì, in considerazione dei legami fra Valeria Valeri e la città del suo debutto teatrale. Nell'occasione, si esibisce in una lettura pubblica di testi di Jurij Ferrini. A dicembre del 2015, torna nuovamente in teatro con Love Letters, questa volta accanto a Giancarlo Zanetti, che l'ha vista protagonista fino a maggio 2016.

### Il cinema
Sul grande schermo non ebbe una frequentazione altrettanto importante: interpretò soltanto 7 pellicole tra il 1950 e il 1981, e sempre in ruoli di supporto. Nel 1966 recitò insieme al compagno di vita Enrico Maria Salerno in un film importante di Florestano Vancini, Le stagioni del nostro amore. Ma al cinema la sua carriera termina di fatto lì, a causa di pressanti e importanti impegni teatrali.

#### Il doppiaggio
Ha prestato la voce a Natalie Wood in La grande corsa, Ellen Burstyn in Alice non abita più qui, Maggie Smith in Invito a cena con delitto, Diana Douglas in Vizio di famiglia e diverse altre, anche in serie televisive molto popolari come Capitol e Beautiful. Doppia anche alcune attrici straniere che recitano in film italiani, come Betsy Blair ne I delfini (1960), Martine Carol in Vanina Vanini di Roberto Rossellini (1961), Marina Vlady in Una storia moderna - L'ape regina di Marco Ferreri (1962) e Margaret Lee in 2 samurai per 100 geishe di Giorgio Simonelli (1964). Ha terminato l'attività di doppiatrice nel 2008.

### La televisione
Sul piccolo schermo sarà ricordata principalmente per i due ruoli che la resero molto popolare negli anni '60, non a caso entrambi riguardanti madri apprensive e ansiose: la signora Stoppani, madre dell'inquieto Giannino Stoppani (Rita Pavone) nello sceneggiato musicale Il giornalino di Gian Burrasca diretto nel 1964 da Lina Wertmüller e dove recitò accanto al compagno teatrale Ivo Garrani nella parte dell'irascibile padre, quindi nel biennio 1968-1969 con le due serie di telefilm La famiglia Benvenuti dirette da Alfredo Giannetti, sempre accanto ad Enrico Maria Salerno, dove è la madre di un ragazzino che affronta diverse, bonarie avventure familiari, dopo aver improvvisamente cambiato abitazione e amicizie.
In televisione tornerà, insieme al compagno di vita, nel film Disperatamente Giulia (1990), tratto dal best seller di Sveva Casati Modignani e diretto dallo stesso Salerno. Dopodiché si farà vedere ancora nel 2001, nella serie Compagni di scuola diretta da Tiziana Aristarco e Claudio Norza e nella soap-opera nostrana Un posto al sole, nel ruolo di Agnese Cozzolino, la madre di Giulia Poggi. Quindi ottiene un discreto successo con altri due telefilm, La Tassista diretta da José Maria Sànchez nel 2004, dove interpreta la madre della tassista Stefania Sandrelli accanto ad Andrea Giordana e Riccardo Garrone, e infine nel ruolo di una nonna intraprendente investigatrice in Una famiglia in giallo diretta da Alberto Simone nel 2005, con Giulio Scarpati e Milena Miconi, che ricalca in qualche maniera la fortunata serie statunitense di telefilm La signora in giallo con Angela Lansbury. Il medesimo personaggio ricompare nella serie Il commissario Manara del 2009 e 2011.
Nel 2008 recita al fianco dei ragazzi di Amici di Maria De Filippi, nel musical Portamitanterose.it. Nella primavera del 2014 torna ancora una volta in TV, accanto a Camillo Milli, Lino Banfi e Milena Vukotic, in occasione della nona stagione di Un medico in famiglia. Il 16 gennaio 2016, novantaquattrenne, è ospite di Massimo Ranieri, nel corso della trasmissione Sogno e son desto.

### Morte
È morta a Roma l'11 giugno 2019, all'età di 97 anni. I funerali si sono svolti il giorno seguente nella Chiesa degli artisti.

## Teatro
- Caldo e freddo (1948-1949)
- L'albergo dei poveri (1950-1955)
- Harvey di Mary Chase(1950-1951)
- I figli di Edoardo di Jackson, Bottomley e Sauvajon
- Assassinio nella cattedrale di T. S. Eliot, regia di Mario Ferrero, Verona, Chiostro di San Bernardino, 19 agosto 1955.
- Il mercante di Venezia di William Shakespeare, regia di Mario Ferrero, Verona, Teatro Romano, 22 agosto 1955.
- Misura per misura di William Shakespeare, regia di Luigi Squarzina, Genova, Sala Eleonora Duse, 22 dicembre 1957.
- La Gibigianna (1955-1958)
- La moglie ideale (1955-1958)
- Sacco e Vanzetti, regia di Giancarlo Sbragia (1960)
- La vita è sogno (1963-1964)
- Alfa Beta di E.A. Whitehead, regia di Enrico Maria Salerno
- L'anatra all'arancia di William Douglas-Home e Marc-Gilbert Sauvajon, regia di Alberto Lionello (1973-1974)
- La vedova scaltra, regia di Augusto Zucchi (1975-1976)
- Anche i bancari hanno un'anima di Italo Terzoli e Enrico Vaime (1977-1978)
- Fiore di cactus di Pierre Barillet e Jean-Pierre Grédy, regia di Carlo di Stefano (1981-1982)
- Il letto ovale (Move Over Mrs. Markham) di Ray Cooney e John Chapman, regia di Tonino Pulci (1982-1983)
- Caro bugiardo, testo e regia di Jerome Kilty (1984-1985)
- Vuoti a rendere, regia di Massimo Cinque (1986-1986 e 1993-1994)
- Sinceramente bugiardi, regia di Giovanni Lombardo Radice (1987-1989)
- Senti chi parla, regia di Giovanni Lombardo Radice (1989-1990)
- Gin Game, regia di Gianfranco de Bosio (1989-1991)
- Il diario di una cameriera, regia di Giancarlo Sbragia (1990-1992)
- Io... e ancora io, regia di Ennio Coltorti (1991-1992)
- Trappola mortale, regia di Ennio Coltorti (1991-1992)
- Love Letters, regia di Ennio Coltorti (1991-1992)
- La cicogna si diverte, regia di Ennio Coltorti (1992-1993)
- Colpo di sole, regia di Ennio Coltorti (1994-1996)
- Il clan delle vedove, regia di Patrick Rossi Gastaldi (1996-1997)
- Madame Lupin, regia di Patrick Rossi Gastaldi (1997-1998)
- In viaggio con la zia, regia di Patrick Rossi Gastaldi (1998-1999)
- La signora degli omicidi, regia di Patrick Rossi Gastaldi (1999-2001)
- Felicita Colombo, regia di Patrick Rossi Gastaldi (2000-2001)
- Salto mortale, regia di Claudia Della Seta (2001-2002)
- Love Letters, regia di Giancarlo Zanetti (2002-2003)
- Amore senza tempo, regia di Enrico Maria La Manna (2003)
- Giochi di famiglia, regia di Giancarlo Zanetti (2003-2004)
- Oscar e la dama rosa, regia di Jurij Ferrini (2004-2006)
- Vuoti a rendere, regia di Giancarlo Zanetti (2006-2007)
- Portamitanterose.it, regia di Marco Mattolini (2008)
- Le fuggitive, regia di Nicasio Anzelmo (2009-2012)
- Dialoghi con la madre di Jordi Galceràn (2011)
- Gin game, regia di Francesco Macedonio (2011-2013)
- L'isola che non c'è, regia di Guido Governale e Veruska Rossi (2012)

## Filmografia

### Cinema
- Zappatore, regia di Rate Furlan (1950)
- Adriana Lecouvreur, regia di Guido Salvini (1955)
- Siamo tutti pomicioni, episodio "Pomicioni di provincia", regia di Marino Girolami (1963)
- Lo scippo, regia di Nando Cicero (1965)
- Le stagioni del nostro amore, regia di Florestano Vancini (1966)
- Io e Caterina, regia di Alberto Sordi (1980)
- Il carabiniere, regia di Silvio Amadio (1981)
- Non c'è più niente da fare, regia di Emanuele Barresi (2007)
- A Natale mi sposo, regia di Paolo Costella (2010)
- Mr. Teddy, registi vari (2012)

### Televisione
- Il cadetto Winslow – film TV (1954)
- La maestrina – film TV (1956)
- Il borghese gentiluomo – film TV (1959)
- Processo di famiglia – film TV (1959)
- Tre sorelle – film TV (1959)
- Giuseppe Verdi – miniserie TV, 5 episodi (1963)
- Antonello capobrigante calabrese – film TV (1964)
- Il giornalino di Gian Burrasca – serie TV, 8 episodi (1964-1965)
- Antonio e Cleopatra – film TV (1965)
- La paura delle botte – film TV (1967)
- La sconfitta di Trotsky – film TV (1967)
- Gli ultimi cinque minuti – film TV (1968)
- La famiglia Benvenuti – serie TV, 13 episodi (1968-1970)
- Qualcuno bussa alla porta – serie TV, 1 episodio (1970)
- L'amor glaciale – film TV (1971)
- Anche i bancari hanno un'anima – film TV (1979)
- Disperatamente Giulia – miniserie TV, 6 episodi (1989)
- Un posto al sole – soap opera TV (1997)
- Compagni di scuola – serie TV, 26 episodi (2001)
- La tassista – miniserie TV, 3 episodi (2004)
- Una famiglia in giallo – miniserie TV, 6 episodi (2005)
- Il commissario Manara – serie TV, 22 episodi (2009-2011)
- Un medico in famiglia 9 – serie TV, 2 episodi (2014)

## Prosa televisiva Rai
- Il cadetto di Winslow di Terence Rattigan, regia di Franco Enriquez, trasmessa il 4 giugno 1954.
- La scuola delle mogli di Molière, regia Corrado Pavolini, trasmessa il 7 ottobre 1955.
- Le tre sorelle di Anton Čechov, regia di Claudio Fino, trasmessa il 6 marzo 1959.
- Giuseppe Verdi, biografia sceneggiata di Manlio Cancogni, regia di Mario Ferrero, trasmessa da dicembre 1963 a gennaio 1964.
- Antonio e Cleopatra di William Shakespeare, regia di Vittorio Cottafavi, 12 marzo 1965.
- Una donna senza importanza di Oscar Wilde, regia di Ottavio Spadaro, (1972).

## Prosa radiofonica Rai
- La buona figliola, commedia di Sabatino Lopez, regia di Enzo Ferrieri, trasmessa il 26 luglio 1954.
- Allegretto, Viaggio sentimentale, quasi una rivista di Romildo Craveri, regia di Guglielmo Morandi, trasmessa il 26 dicembre 1954.
- Pronto chi spara? di Carletto Manzoni, regia di Nino Meloni (1960)
- Il grande coltello, commedia di Clifford Odets, regia di Corrado Pavolini, trasmessa il 28 aprile 1960.
- Candida di George Bernard Shaw, regia di Guglielmo Morandi

## Doppiaggio
- Faye Dunaway in Milady, Prova d'innocenza, In una notte di chiaro di luna
- Julie Andrews in Tempo di guerra, tempo d'amore, La fidanzata ideale
- Ellen Burstyn in Alice non abita più qui, Così è la vita
- Michèle Mercier in Matrimonio alla francese, Al soldo di tutte le bandiere
- Nadja Tiller in Come imparai ad amare le donne, Il baco da seta
- Anne Bancroft in Missione in Manciuria
- Francine Beers in In Her Shoes - Se fossi lei
- Hilda Bernard in Maria (ridoppiaggio)
- Isobel Black in Le figlie di Dracula
- Vivian Blaine in La signora in giallo
- Betsy Blair in I delfini
- Barbara Bouchet in La calandria
- Jana Brejchová in Operazione terzo uomo
- Marylouise Burke in Radio America
- Capucine in Martin Eden
- Martine Carol in Vanina Vanini
- Hélène Chanel in La legge dei gangsters
- Joan Collins in La scala della follia
- Bette Davis in Piccole volpi (ridoppiaggio)
- Dina De Santis in Assalto al tesoro di stato
- Rika Dialyna in Amore all'italiana
- Diana Douglas in Vizio di famiglia
- Eileen Essell in The Producers - Una gaia commedia neonazista
- Françoise Fabian in Un uomo, una città
- Edwige Fenech in Desideri, voglie pazze di tre insaziabili ragazze
- Tippi Hedren in Beautiful
- Marianna Hill in El Condor
- Kim Hunter in Scala al paradiso
- Pauline Jameson in Assassinio sul palcoscenico
- Toshie Kimura in Godzilla - Furia di mostri
- Susy Kuster in Decameron nº 4 - Le belle novelle del Boccaccio
- Dorothy Lamour in La signora in giallo
- Belinda Lee in Costantino il Grande
- Margaret Lee in 2 samurai per 100 geishe
- Antonella Lualdi in Il disordine
- Elsa Martinelli in Le meravigliose avventure di Marco Polo (Lo scacchiere di Dio)
- Lea Massari in La prima notte di quiete
- Gloria Menezes in Adamo contro Eva
- Mikaela in Agente 077 dall'Oriente con furore
- Sarah Miles in Quei temerari sulle macchine volanti
- Jeanne Moreau in Fuoco fatuo
- Diana Muldaur in Chi è l'altro?
- Nieves Navarro in Totò d'Arabia
- Geraldine Page in Interiors
- Eleanor Parker in La signora in giallo
- Molly Peters in Agente 007 - Thunderball (Operazione tuono)
- Anna Maria Pierangeli in Addio, Alexandra
- Ingrid Pitt in La morte va a braccetto con le vergini
- Joan Plowright in Il mercante di Venezia
- Neomi Polani in Qualcuno con cui correre
- Liselotte Pulver in Intrigo a Parigi
- Lee Remick in Oltre il silenzio
- Eva Marie Saint in Castelli di sabbia
- Romy Schneider in Ciao Pussycat
- Delphine Seyrig in Caro Michele
- Jean Simmons in L'ombra della notte
- Linda Sini in 002 Operazione Luna
- Maggie Smith in Invito a cena con delitto
- Stella Stevens in Operazione casinò d'oro
- Yōko Tani in OSS 77 - Operazione fior di loto
- Elizabeth Taylor in Mercoledì delle ceneri
- Pauline Taylor in Arancia meccanica
- Pamela Tiffin in Detective's Story
- Constance Towers in Capitol
- Emma Valloni in Gli uomini dal passo pesante
- Marina Vlady in Una storia moderna - L'ape regina
- Jessica Walter in Colombo
- Natalie Wood in La grande corsa
- Julie Christie in Darling
- Joanne Woodward in Una splendida canaglia
- Annette Crosbie in Calendar Girls
- Nuria Torray in Crystalbrain - L'uomo dal cervello di cristallo

### Animazione
- Mrs. Calloway in Mucche alla riscossa

## Opere
- Mi pare di averci capito qualcosa, Argelato (BO), Minerva, 2015, ISBN 978-88-7381-791-8.

## Premi e riconoscimenti
- Premio Flaiano sezione teatro[4]
  - 2004 - Alla carriera

## Onorificenze
Dal 1º dicembre 2015 fino alla morte è stata cittadina onoraria di Forlì.